# Szepestamásfalva
Szepestamásfalva (1899-ig Tamásfalu, szlovákul: Spišské Tomášovce, németül: Tomsdorf) falu Szlovákiában, a Kassai kerület Iglói járásában. Edösfalva tartozik hozzá.

## Fekvése
Iglótól 8 km-re nyugatra, a Hernád bal oldalán fekszik.

## Története

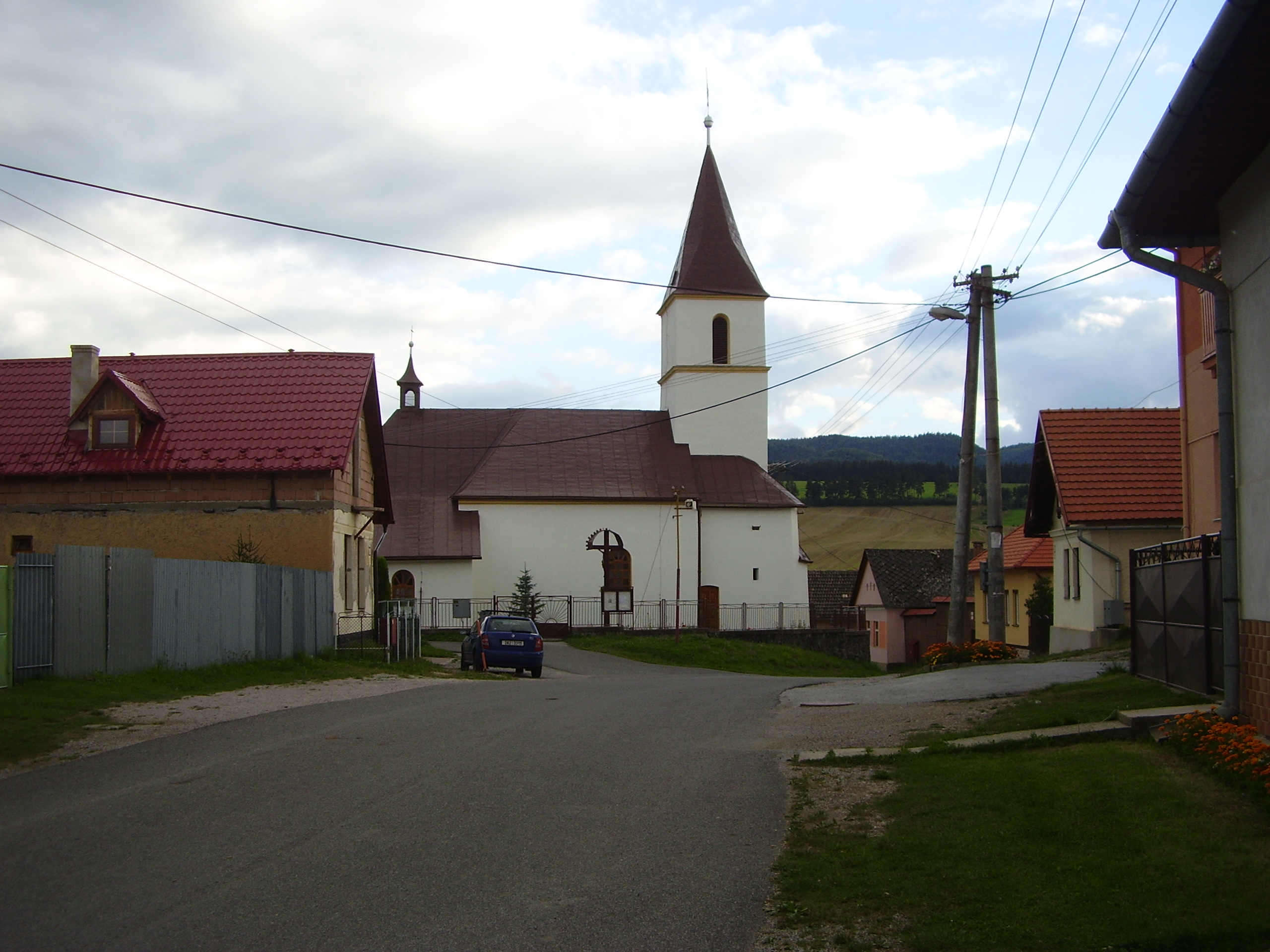
Templom

A falu területe a régészeti leletek tanúsága szerint már az újkőkorban lakott volt. Határában a vonaldíszes kultúra kerámiáinak maradványait tárták fel.
A falu a Szepesség egyik legrégibb települése, 1200 körül Bota fia Tamás alapította. 1217-ben II. András király Bota fia Tamás itteni birtokát Lenged birtokával cserélte el, így a falu királyi birtok lett. Már a 13. század első felében kialakult a határában Kistamásfalva, mely később az Arnótfalva nevet kapta. 1229-ben „Villa Thome” néven említik először. A tatárjárás előtt a környék lakói a Hernád feletti Lethonnak nevezett sziklán erődített helyet építettek, ahol végig kitartottak. Bár a támadás során Tamásfalva is elpusztult, a visszatérő lakók újjáépítették. A pusztítást azonban éhínség követte. A falu első temploma még 1250 körül épült fából. 1261-ben „Thamasy”, 1265-ben „Thomasy” néven írják. A tatárjárás után IV. Béla király a részben elnéptelenedett Szepességet németekkel telepítette be. A most is álló templomot a 14. században emelték. 1317-ben „Kis, Nag Tamassy” megnevezéssel találjuk. 1415-ben a karthauzi szerzetesek kaptak itt birtokot, később az egész falu birtokát megszerezték. 1550-ben I. Ferdinánd a falut a szepesi káptalannak adta. 1565-ben „Tomesdorff” alakban említik a korabeli források. Tamásfalvát a Szepesség többi településéhez hasonlóan többször pusztították természeti csapások, földrengések, szárazság és az azt követő éhínség és járványok is. 1787-ben 36 házában 252 lakos élt.
A 18. század végén Vályi András így ír róla: „TAMÁSFALVA. Tamasovcze. Tót falu Szepes Várm. földes Ura a’ Tudom. Kintstár, lakosai katolikusok, fekszik Lethánfalvához nem meszsze, és annak filiája; határjában legelője kevés van.”
1828-ban 46 háza és 332 lakosa volt, akik főként mezőgazdasággal foglalkoztak, de az 1870-es évektől sokan dolgoztak a vasútnál is.
A trianoni diktátumig Szepes vármegye Iglói járásához tartozott.

## Népessége
| Év:            | 1994. | 2004.    | 2014. | 2024.    |
| -------------- | ----- | -------- | ----- | -------- |
| Emberek száma: | 1316  | 1580     | 1896  | 2241     |
| Eltérés:       |       | +20,06 % | +20 % | +18,19 % |

| Év:            | 2023. | 2024.   |
| -------------- | ----- | ------- |
| Emberek száma: | 2208  | 2241    |
| Eltérés:       |       | +1,49 % |

1910-ben 373, túlnyomórészt szlovák lakosa volt.
2001-ben 1517 lakosából 1329 szlovák és 143 cigány volt.
2011-ben 1734 lakosából 1276 szlovák és 241 cigány.

## Nevezetességei
- A falu Mihály arkangyal tiszteletére szentelt, római katolikus temploma a 14. század első felében épült gótikus stílusban, 1846-ban klasszicista stílusban építették át.
- Az Edösfalva (Hadušovce) nevű településrészén álló reneszánsz kúria a 17. század első felében épült. Később átépítették.
- Innen közelíthető meg legjobban a Szlovák Paradicsomnak nevezett Hernád-áttörés szurdokvölgyekben, vízesésekben, barlangokban és magas sziklákban gazdag vidéke.

## Lásd még
- Edösfalva